# Beccariola longicornis
Beccariola longicornis es una especie de coleóptero de la familia Endomychidae.

## Distribución geográfica
Habita en Laos y Tailandia.